# Dunkelflaute

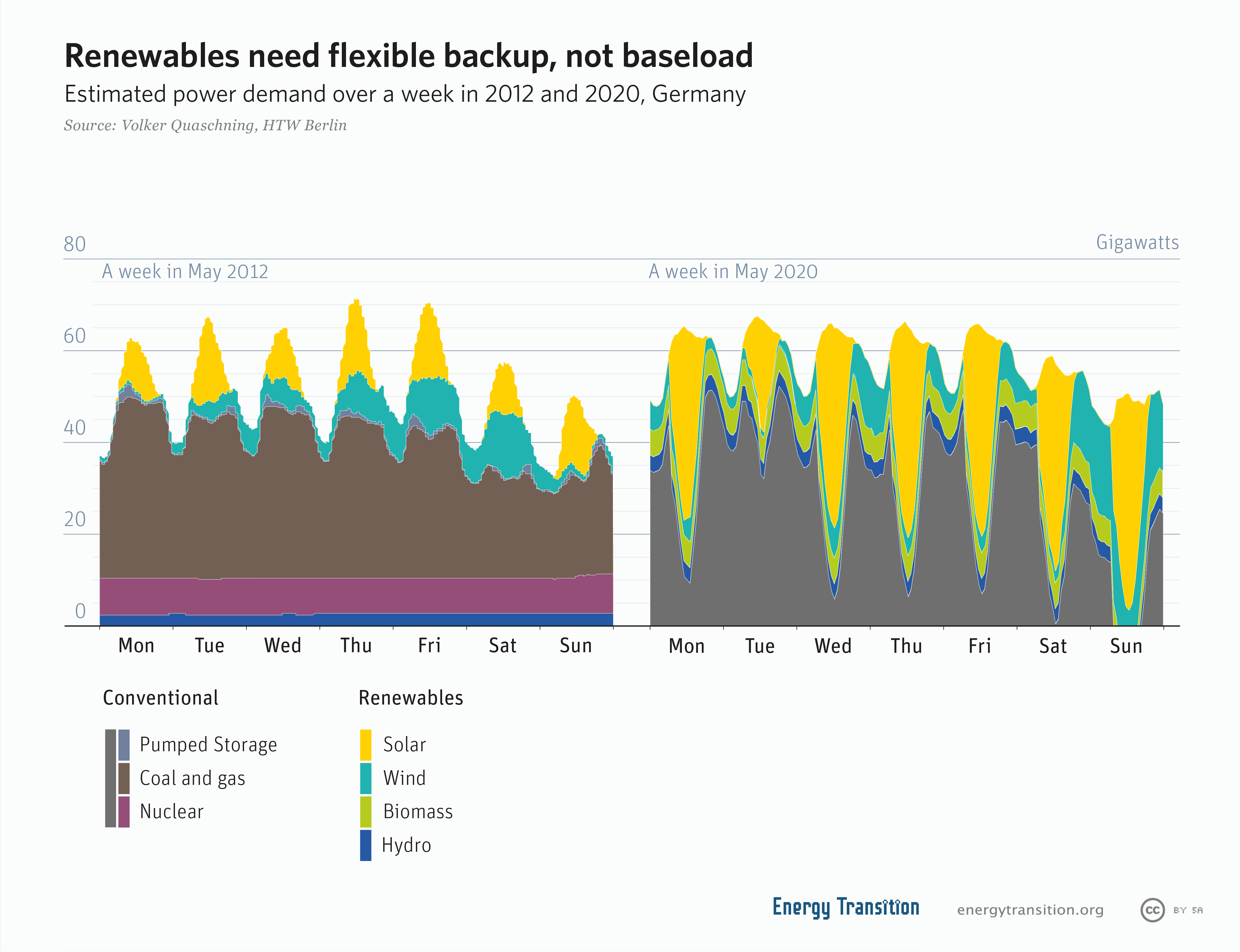
Een korte dunkelflaute van één dag op dinsdag op de rechtergrafiek.

Met ‘dunkelflaute’ wordt in de energiesector een periode aangeduid waarin weinig tot geen energie kan worden opgewekt door middel van wind en zonlicht, wegens gelijktijdig optredende duisternis en windstilte. Dunkelflaute is een van oorsprong Duitse term, waarin de woorden 'Dunkelheit' (duisternis) en ‘Flaute’ (weinig wind) worden samengevoegd. Het KNMI spreekt ook van een 'energieflauwte'. of een 'duisterluwte'.  Perioden van dunkelflaute vormen een probleem bij energie-infrastructuren waarin een aanzienlijk deel van de elektriciteit wordt opgewekt door middel van wind en zonlicht. In het kader van de energietransitie, waarbij wordt ingezet op windmolens en zonnepanelen als vervangers van conventionele energiecentrales, wordt gezocht naar geschikte oplossingen om de leveringszekerheid tijdens een dunkelflaute te waarborgen.

## Perioden van dunkelflaute

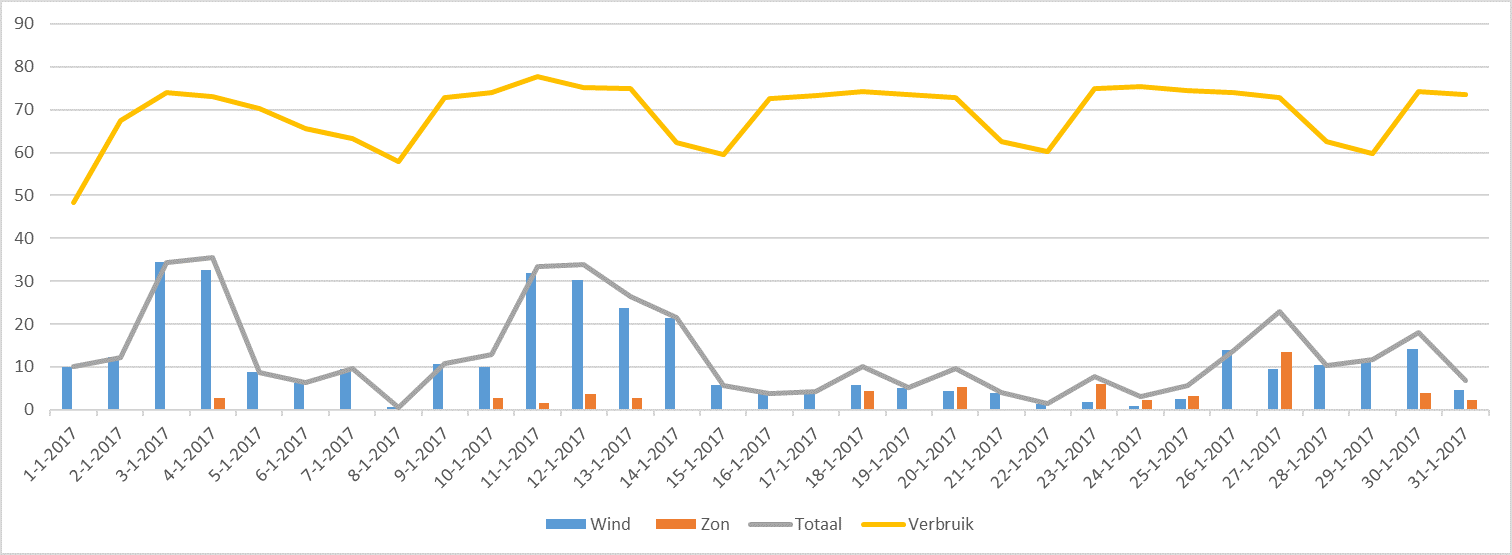
Aantal GW opgewekt met wind en zon tijdens moment van piekvraag in GW per dag in Duitsland, januari 2017. 's Winters vindt de piekvraag meestal rond zonsondergang plaats.

### Nederland
Op maandagochtend 30 april 2018 gaf netbeheerder TenneT een alarmbericht uit wegens een dreigend stroomtekort in Nederland. Elektriciteitsproducenten werden dringend gevraagd om meer vermogen te leveren, om zo de balans op het net te behouden. Er was sprake van onverwacht weinig wind en zonlicht, zodat er veel minder groene stroom kon worden opgewekt. Bovendien deden veel mensen vanwege de duisternis het licht aan. Volgens TenneT hadden energiebedrijven te weinig buitenlandse stroom ingekocht om dit op te vangen, waardoor de noodreserves moesten worden aangesproken. Toen deze tegen de middag waren uitgeput, moest de netbeheerder zelf honderden megawatt kopen in het buitenland om de situatie op te lossen. Zonder deze ingreep had een grote stroomstoring kunnen ontstaan.
Volgens het KNMI heeft Nederland een noodreserve nodig van 8 maal het dagelijkse energiegebruik om een energietekort tijdens een dunkelflaute te voorkomen, in het scenario dat in Nederland het totale jaarlijkse energiegebruik gelijk is aan het totaal aan opgewekte wind- en zonne-energie.

### België
In België maakte hoogspanningsnetbeheerder Elia bekend dat er in de maanden december 2016 – januari 2017 negen dagen van dunkelflaute zijn geconstateerd. Op deze dagen werd nauwelijks stroom opgewekt met zon en wind, terwijl de vraag naar energie door de koude en donkere dagen in de winter hoog is. Waar de windmolens op sommige dagen in die periode gezamenlijk meer dan 1500 MW opwekten, was dit tijdens de dunkelflaute minder dan 100 MW. Om toekomstige tekorten op het elektriciteitsnet te voorkomen werkt België onder meer aan Project Stevin; deels ondergrondse elektriciteitskabels van 380 kV die onder de naam Nemo Link ook het Engelse stroomnetwerk met het Belgische net zullen verbinden.

### Duitsland
In januari 2017 was er sprake van verschillende perioden van dunkelflaute in Duitsland. Op dinsdag 24 januari wekten de opgestelde 26.000 windmolens en 1,2 miljoen zonnepanelen gezamenlijk 3 GW op, terwijl de Duitse energievraag die dag piekte rond de 83 GW. 16 en 25 januari vertoonden vergelijkbare patronen.
Tussen 23 januari en 6 februari 2006 was er tevens sprake van een dunkelflaute in Duitsland. In een onderzoek van het Duitse Energy Brainpool in opdracht van Greenpeace Energy werden verschillende energiemodellen op de meteorologische gegevens van dat jaar toegepast. Deze modellen omschreven een Duitsland dat in 2040 grotendeels of geheel afhankelijk is van duurzame energiebronnen. In het onderzoek werd geconcludeerd dat er oplossingen ontwikkeld moeten worden om de leveringszekerheid tijdens perioden van dunkelflaute te garanderen, omdat een grotendeels of volledig weersafhankelijke energievoorziening hierin niet volstaat.

## Mogelijke oplossingen

### Internationale stroomverbindingen

Internationale stroomverbindingen in Europa

Veel Europese landen werken samen aan een geïntegreerde Europese energiemarkt. De verschillende nationale elektriciteitsnetwerken worden in toenemende mate aan elkaar gekoppeld. Ook TenneT, de Nederlandse netbeheerder, werkt aan het uitbreiden van de verbindingen met het buitenland. Er worden nieuwe kabels aangelegd naar Duitsland (1,5 GW vermogen) en Denemarken (0,7 GW), en de bestaande verbindingen met Duitsland en België worden uitgebreid. In 2024 verwacht TenneT maximaal 8,4 GW te kunnen importeren of exporteren met deze verbindingen. Ter vergelijking: in dat jaar verwacht TenneT dat Nederland zelf over 36 GW aan operationeel vermogen beschikt, waarvan iets minder dan de helft wind/zon/water als energiebron gebruikt (17 GW). Desondanks zijn er ook meteorologische data bekend waarbij een dunkelflaute zich gelijktijdig door vrijwel heel Europa voordeed, wat het opvangen met internationale verbindingen bemoeilijkt wanneer de meeste buurlanden afhankelijk zijn van wind- en zonne-energie.

### Reservecapaciteit
Veel landen hebben capaciteitssystemen ingesteld met als doel het openhouden van voldoende conventionele elektriciteitscentrales om de leveringszekerheid te kunnen blijven garanderen, onder andere België, Duitsland, Frankrijk en het Verenigd Koninkrijk. Deze regelingen houden in dat bepaalde elektriciteitsproducenten door de overheid worden verzekerd van inkomsten voor een aantal jaar, zodat het rendabel blijft om de elektriciteitscentrales open te houden en er in te blijven investeren. Met het oog op klimaatverandering is het van belang dat reservecapaciteit op termijn zoveel mogelijk bestaat uit duurzame energiebronnen. Biomassacentrales kunnen bijvoorbeeld duurzaam energie opwekken zonder daarbij afhankelijk te zijn van de weersomstandigheden.

### Energieopslag
Met het opslaan van overtollig opgewekte elektriciteit kunnen pieken en dalen in vraag en aanbod van elektriciteit worden opgevangen. Vooralsnog (2018) is er nog geen infrastructuur aangelegd die dergelijke hoeveelheden elektriciteit kan opslaan, maar er bestaan verschillende projecten en initiatieven die de mogelijkheden verkennen.
- Pompcentrale

De meest gebruikte methode voor elektriciteitsopslag in elektriciteitsnetwerken ter wereld is het gebruik van pompcentrales. Bij een overschot aan elektriciteit wordt met die energie water naar een hoger gelegen bassin gepompt. Wanneer de vraag naar elektriciteit stijgt, laat men het bassin leegstromen langs een turbine die elektriciteit opwekt. Deze techniek wordt met name toegepast in landen met van nature veel hoogteverschil. In Nederland en België bestaan plannen voor pompcentrales die werken door middel van een ringdijk in de zee of een ondergronds bassin. In Nederland is het Plan Lievense bedacht om het Markermeer op deze manier te gebruiken voor energieopslag.
- Power-to-gas

Gas is eenvoudiger op te slaan dan elektriciteit en bovendien meteen inzetbaar in veel bestaande gas-infrastructuur. Een overschot van elektriciteit kan worden gebruikt om waterstof uit water te winnen, door middel van elektrolyse. Deze waterstof kan vervolgens op verschillende manieren worden ingezet. Het kan later gebruikt worden om energie op te wekken (de zogenaamde waterstofeconomie). Dit kan met een brandstofcel of door het verbranden van waterstof. Het waterstof kan ook bijvoorbeeld worden toegevoegd aan aardgas, waardoor er minder aardgas gebruikt hoeft te worden. Ook kan er met de toevoeging van koolstofdioxide synthetisch methaan worden geproduceerd. De verschillende processen waarbij elektrische energie wordt omgezet in chemische energie worden power-to-gas genoemd.
- Elektrische auto's

De verwachting is dat in de toekomst steeds meer mensen over elektrische auto's beschikken. De accu's van deze auto’s kunnen worden ingezet om tekorten op het stroomnetwerk op te vangen. Bij een tekort tijdens een dunkelflaute kunnen elektrische auto's die niet worden gebruikt de elektriciteit uit hun accu's teruggeven aan het stroomnetwerk. Een gemiddelde autoaccu van een elektrische auto bevat ruim 70 kWh. Een huishouden gebruikt gemiddeld circa 2.500 kWh per jaar, dus ruim 7 kWh per dag. Plus nog ca. 1.200 m3 gas, wat overeenkomt met ca. 12.000 kWh. Met een warmtepomp kan dat stroomverbruik dan met een factor 4,5 teruggebracht worden, zodat voor de verwarming gemiddeld nog eens ca. 2.500 kWh per jaar nodig is. In de winter is het verbruik van stroom en vooral van gas aanzienlijk meer dan in de winter. Volgens CBS cijfers op macro niveau (dus inclusief industrie) ca. 20%.  Een huishouden zal dus minimaal 14 kWh + 20% per dag in de winter nodig hebben, Een autoaccu zal de dunkelflaute voor een gemiddeld huishouden dus maximaal voor enkele dagen kunnen oplossen.

### Smart grids
Door de vraag naar elektriciteit te sturen kan het risico op tekorten worden verminderd en de beschikbare elektriciteit efficiënter worden verdeeld. Bovendien is de verwachting dat energie in de toekomst steeds meer decentraal wordt opgewekt. Door middel van slimme elektriciteitsnetwerken (smart grids) kunnen netbeheerders, producenten en consumenten beter op elkaar worden afgestemd. Wanneer informatie over piekbelasting en hoge energieprijzen automatisch kan worden doorgegeven aan aangesloten apparaten, kunnen deze bijvoorbeeld pas inschakelen onder een bepaalde elektriciteitsprijs. Smart grids kunnen op die manier ook het stroomverbruik tijdens een dunkelflaute optimaliseren voor de situatie. Verschillende bedrijven werken samen aan een universele standaard voor smart grids, het Universal Smart Energy Framework (USEF).